# Antauro Humala
Antauro Humala – peruwiański działacz nacjonalistyczny, wojskowy (major).
W październiku 2000 wraz z bratem Ollantą był liderem nieudanej próby przewrotu wojskowego, mającego na celu obalenie prezydenta Alberto Fujimori. Bracia, kierujący ruchem "Movimiento Etnocacerista", nie ponieśli większych konsekwencji, ponieważ wkrótce Fujimori został zmuszony do ustąpienia.
1 stycznia 2005 Humala na czele popierających go żołnierzy, których liczbę szacowano rozmaicie - od 70 do 300, zajął posterunek policji w miejscowości Andahualyas (Apurímac). W czasie walk śmierć poniosło 4 policjantów i jeden z ludzi Humali. Buntownicy wzięli dziesięciu policjantów jako zakładników i zażądali dymisji prezydenta Alejandro Toledo, którego Humala oskarżył o korupcję i nielegalne powiązania z firmami zagranicznymi, szczególnie chilijskimi.
Dnia 4 stycznia 2005 r. Antauro Humala został aresztowany w trakcie negocjacji warunków poddania.
Dnia 22 sierpnia 2022 r. wyszedł na wolność i ogłosił, że będzie kandydował na urząd Prezydenta Peru.